# Tsjecho-Slowakije op de Olympische Winterspelen 1932
Tijdens de Olympische Winterspelen van 1932, die in Lake Placid (Verenigde Staten) werden gehouden, nam Tsjecho-Slowakije voor de derde keer deel.

## Deelnemers en resultaten

### Kunstrijden
| Olympiër      | Discipline | Resultaat | Prestatie             |
| ------------- | ---------- | --------- | --------------------- |
| Walter Langer | mannen     | 10e       | pc. 70; 1964,3 punten |

### Langlaufen
| Olympiër           | Discipline | Resultaat | Prestatie |
| ------------------ | ---------- | --------- | --------- |
| Antonín Bartoň     | 18 km (m)  | 16e       | 1:33.39   |
| Antonín Bartoň     | 50 km (m)  | 10e       | 4:52.24   |
| Ján Cífka          | 18 km (m)  | 22e       | 1:38.24   |
| Ján Cífka          | 50 km (m)  | 14e       | 5:01.50   |
| Jaroslav Feistauer | 18 km (m)  | 20e       | 1:37.55   |
| Jaroslav Feistauer | 50 km (m)  | 13e       | 5:00.19   |
| Vladimír Novák     | 18 km (m)  | 14e       | 1:32.59   |
| Vladimír Novák     | 50 km (m)  | 11e       | 4:52.44   |

### Noordse combinatie
| Olympiër           | Discipline | Resultaat | Prestatie                                                          |
| ------------------ | ---------- | --------- | ------------------------------------------------------------------ |
| Antonín Bartoň     | mannen     | 6e        | 397,10 punten 18 km: 208,50 (1:33.39) schans: 188,60 (47,5+45,5 m) |
| František Šimůnek  | mannen     | 8e        | 375,30 punten 18 km: 178,50 (1:39.58) schans: 196,80 (50,0+51,5 m) |
| Ján Cífka          | mannen     | 11e       | 367,40 punten 18 km: 186,20 (1:38.24) schans: 181,20 (43,0+49,0 m) |
| Jaroslav Feistauer | mannen     | 13e       | 361,60 punten 18 km: 189,00 (1:37.55) schans: 172,60 (46,0+38,5 m) |

### Schansspringen
| Olympiër           | Discipline | Resultaat | Prestatie                  |
| ------------------ | ---------- | --------- | -------------------------- |
| Antonín Bartoň     | mannen     | 21e       | 186,1 punten (47,0+58,0 m) |
| František Šimůnek  | mannen     | 23e       | 183,2 punten (48,0+55,5 m) |
| Ján Cífka          | mannen     | 24e       | 172,5 punten (47,0+51,0 m) |
| Jaroslav Feistauer | mannen     | 26e       | 163,0 punten (47,0+41,0 m) |

België · Canada · Duitsland · Finland · Frankrijk · Groot-Brittannië · Hongarije · Italië · Japan · Noorwegen · Oostenrijk · Polen · Roemenië · Tsjecho-Slowakije · Verenigde Staten · Zweden · Zwitserland